# Sergio Tisselli
Sergio Tisselli (Bolonia, Italia, 24 de enero de 1957 - Vado, Italia, 14 de abril de 2020) fue un historietista e ilustrador italiano.

## Biografía
En 1980, comenzó a trabajar para la Rizzoli, escribiendo historietas o dibujando historias de otros autores. Gracias al encuentro con Roberto Raviola (alias Magnus) realizó Le avventure di Giuseppe Pignata, publicada a episodios en Nova Express. Ilustró Il Satanone Bolognone y L’iperbolica Pomata con guion de Marco Caroli, y Quarzo tesoro nascosto con la colaboración de Giovanni Degli Esposti. Para la revista Savena Setta Sambro dibujó La locanda dei misteri, con guion de Maurizio Ascari (2000) y La storia della Bellosta che ballò col diavolo, con textos de Adriano Simoncini (2002).
Para la editorial Hazard realizó las portadas de Martin Mystère - L’integrale, junto a Lucio Filippucci, y Kim, adaptación de la homónima novela de Rudyard Kipling con textos de Valerio Rontini. Para Lo Scarabeo creó un mazo de cartas de Tarot dedicadas a los Vikingos. Con guion de Giovanni Brizzi dibujó las aventuras del personaje Ducario. En 2015 ilustró una historia breve de Tex escrita por Pasquale Ruju. Para el mercado francés realizó la historieta wéstern Le Chemin du couchant, con textos de François Corteggiani, editada por Mosquito.